# 2101 Adonis
2101 Adonis è un piccolo asteroide del sistema solare scoperto nel 1936 del diametro medio di circa 0,6 km. Il suo nome deriva da quello di Adone, simbolo della bellezza maschile secondo la mitologia greca.

## Storia
Adone fu scoperto dall'astronomo belga Eugène Joseph Delporte nel 1936; all'epoca si trattava dell'unico asteroide Apollo conosciuto oltre ad Apollo stesso.
Date le sue piccole dimensioni, Adone poté essere osservato solamente nel corso di un suo sorvolo ravvicinato della Terra, durante il quale non fu possibile calcolare con sufficiente accuratezza i suoi parametri orbitali, l'asteroide venne quindi considerato perso fino al 1977, quando fu nuovamente individuato da Charles Kowal.

## Parametri orbitali
Trattandosi di un asteroide geosecante, Adone effettua periodicamente dei passaggi ravvicinati rispetto alla Terra; nel corso del XXI secolo sono previsti sei approcci ad una distanza inferiore di 30 milioni di km (il più vicino, nel 2036, avverrà ad una distanza di appena 5,3 milioni di km fra i due oggetti).

## Adone nella fantascienza
Adone è citato nell'albo a fumetti Uomini sulla Luna, della serie di Tintin. L'asteroide viene intercettato durante il viaggio dei protagonisti verso la Luna, divenendo fonte di preoccupazione per gli occupanti della navetta spaziale; inoltre il capitano Haddock, uscito nel vuoto cosmico completamente ubriaco, entra inavvertitamente in orbita attorno all'asteroide, e deve pertanto essere salvato.